# Sinquefield Cup
La Sinquefield Cup è un torneo di scacchi ad inviti a cadenza annuale che si svolge a St. Louis, nel Missouri, così chiamato in onore di Rex Sinquefield e di sua moglie Jeanne, i fondatori del "Chess Club and Scholastic Center of Saint Louis".

## Albo d'oro
| #  | Anno | Città     | Vincitore(i)                                   |
| -- | ---- | --------- | ---------------------------------------------- |
| 1  | 2013 | St. Louis | Magnus Carlsen                                 |
| 2  | 2014 | St. Louis | Fabiano Caruana                                |
| 3  | 2015 | St. Louis | Lewon Aronyan                                  |
| 4  | 2016 | St. Louis | Wesley So                                      |
| 5  | 2017 | St. Louis | Maxime Vachier-Lagrave                         |
| 6  | 2018 | St. Louis | Magnus Carlsen, Fabiano Caruana, Lewon Aronyan |
| 7  | 2019 | St. Louis | Ding Liren                                     |
| 8  | 2021 | St. Louis | Maxime Vachier-Lagrave                         |
| 9  | 2022 | St. Louis | Alireza Firouzja                               |
| 10 | 2023 | St. Louis | Fabiano Caruana                                |
| 11 | 2024 | St. Louis | Alireza Firouzja                               |

## Edizioni
- Nota: nel 2020 il torneo non si è disputato.

### 2013

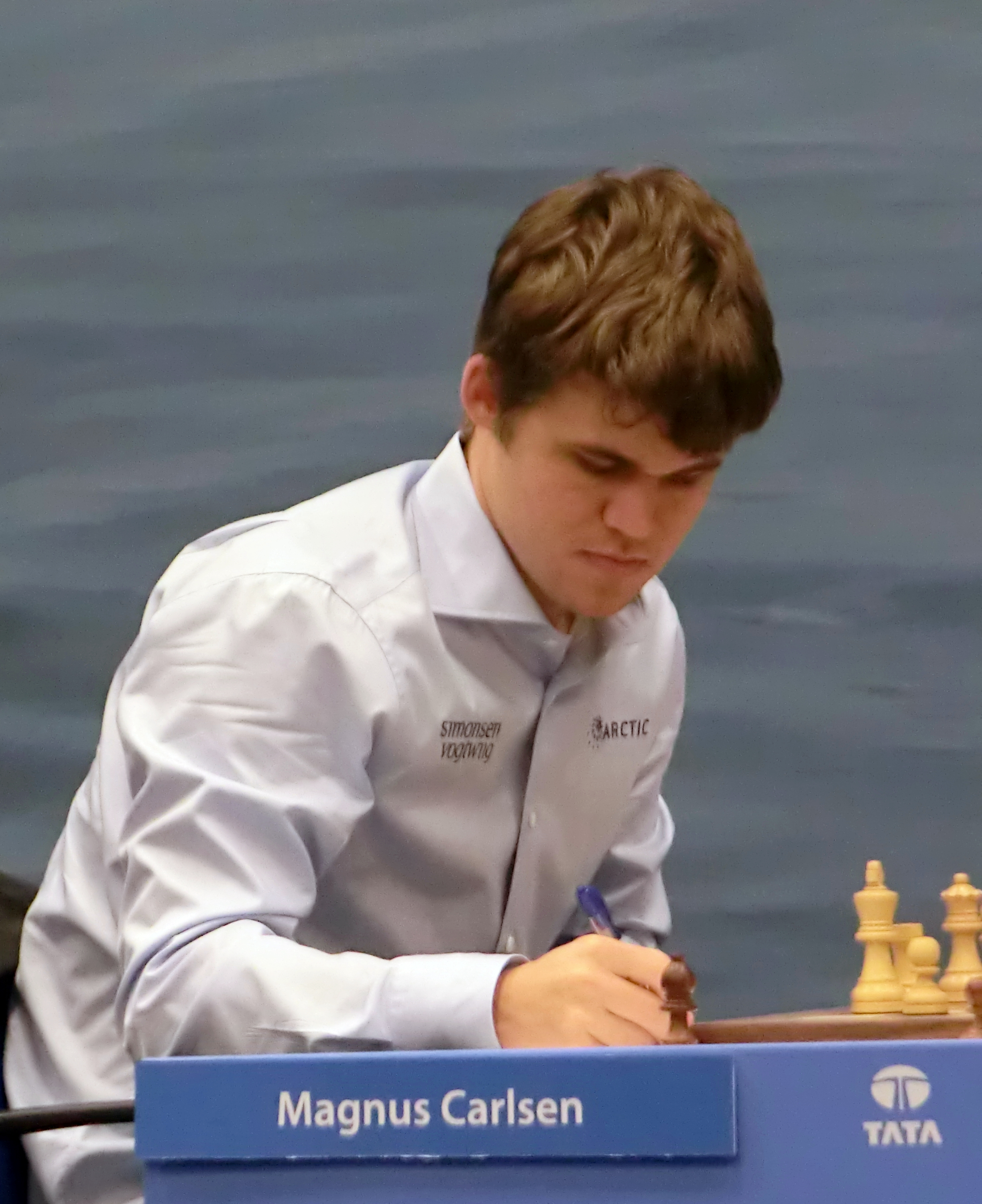
Magnus Carlsen, il vincitore della prima edizione

La prima edizione si tenne da 9 al 15 settembre 2013 presso il Chess Club and Scholastic Center of Saint Louis. I quattro Grandi Maestri partecipanti giocarono un doppio girone all'italiana con la cadenza di 40 mosse per 90 minuti con un incremento di 30 secondi a partire dalla prima mossa, seguiti da 30 minuti per tutta la partita.
Il montepremi totale era di 170.000$, di cui 70.000 al vincitore, 50.000 al secondo, 30.000 al terzo e 20.000 al quarto. La media Elo era di 2.797, la più alta sino ad allora registrata in un torneo.
|   | Giocatore       | Elo  | 1   | 2   | 3   | 4   | Punti |
| - | --------------- | ---- | --- | --- | --- | --- | ----- |
| 1 | Magnus Carlsen  | 2862 | * * | ½ ½ | ½ 1 | 1 1 | 4½    |
| 2 | Hikaru Nakamura | 2772 | ½ ½ | * * | 1 0 | 1 ½ | 3½    |
| 3 | Lewon Aronyan   | 2813 | ½ 0 | 0 1 | * * | ½ ½ | 2½    |
| 4 | Gata Kamskij    | 2741 | 0 0 | 0 ½ | ½ ½ | * * | 1½    |

### 2014
La seconda edizione si svolse dal 24 agosto al 7 settembre, nella medesima sede di gioco.
A luglio 2017 si tratta del più forte torneo di scacchi per media Elo della storia (2802), i 6 partecipanti erano tutti all'interno della Top 10 della FIDE
La cadenza di gioco rimase la medesima, mentre il montepremi fu aumentato a 315.000$ di cui 100.000 al vincitore.
|   | Giocatore              | Elo  | 1   | 2   | 3   | 4   | 5   | 6   | Punti | Vittorie | Tie-Break | Performance[5] |
| - | ---------------------- | ---- | --- | --- | --- | --- | --- | --- | ----- | -------- | --------- | -------------- |
| 1 | Fabiano Caruana        | 2801 | * * | 1 ½ | 1 1 | 1 1 | 1 ½ | 1 ½ | 8½    | 7        |           | 3103           |
| 2 | Magnus Carlsen         | 2877 | 0 ½ | * * | ½ ½ | ½ ½ | 1 ½ | ½ 1 | 5½    | 2        |           | 2822           |
| 3 | Veselin Topalov        | 2772 | 0 0 | ½ ½ | * * | 1 ½ | 0 ½ | 1 1 | 5     | 3        |           | 2807           |
| 4 | Maxime Vachier-Lagrave | 2768 | 0 0 | ½ ½ | 0 ½ | * * | 1 ½ | ½ ½ | 4     | 1        | 1.5       | 2738           |
| 5 | Lewon Aronyan          | 2804 | 0 ½ | 0 ½ | 1 ½ | 0 ½ | * * | ½ ½ | 4     | 1        | 0.5       | 2731           |
| 6 | Hikaru Nakamura        | 2787 | 0 ½ | ½ 0 | 0 0 | ½ ½ | ½ ½ | * * | 3     | 0        |           | 2658           |
Dopo il settimo turno Caruana aveva ottenuto 7 punti su 7, fatto che fu descritto da Lewon Aronyan come un'"impresa storica".. Pattò poi le restanti partite per concludere a 8,5/10, la miglior performance per rating in un singolo evento, superando quella di Magnus Carlsen nell'edizione 2009 del Pearl Spring chess tournament e quella di Anatolij Karpov al Torneo di Linares del 1994.. Questa serie di vittorie fu paragonata a quella di 20 partite di Bobby Fischer del 1970/71.

### 2015

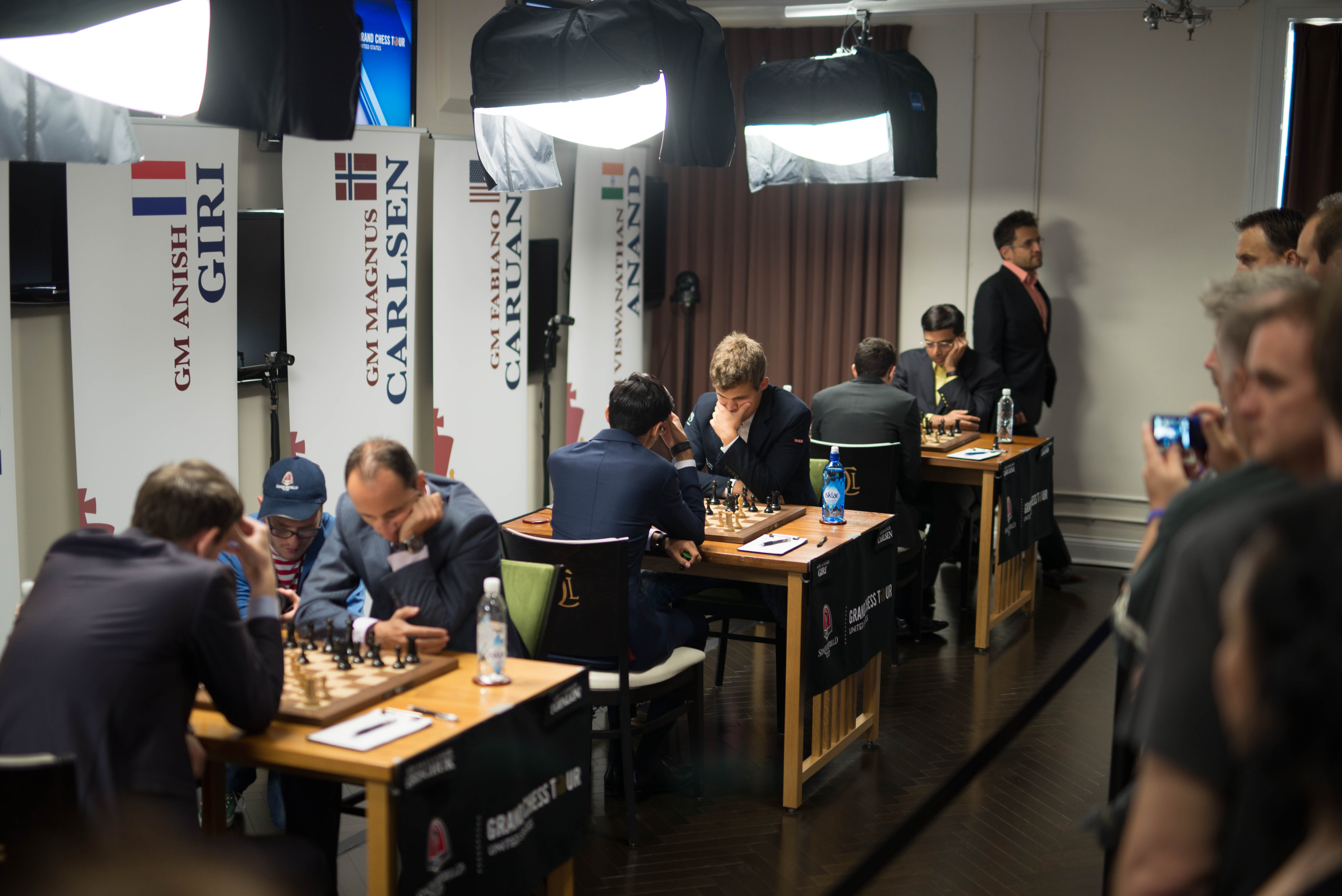
La sala da gioco nel 2015

L'edizione 2015 fu giocata dal 22 agosto al 3 settembre, sempre al Chess Club and Scholastic Center of Saint Louis. Fu il secondo evento all'interno del Grand Chess Tour 2015. Il torneo vide partecipare i primi sette giocatori al mondo (un record superato unicamente dal Torneo AVRO del 1938., rendendolo il torneo più forte del tour, con una media partecipanti di 2.795.
I giocatori si affrontarono in un girone all'italiana alla cadenza di 2 ore per le prime 40 mosse, seguite da un'ora per il resto della partita con 30 secondi di incremento a partire dalla mossa 41. Come previsto dal regolamento del Grand Chess Tour, gli organizzatori poterono invitare un giocatore ad unirsi ai nove partecipanti, invito che fu inviato a Wesley So.
|    | Giocatore              | Rating | 1 | 2 | 3 | 4 | 5 | 6 | 7 | 8 | 9 | 10 | Punti | Vittorie | Sonneborn-Berger | Punti Grand Chess Tour | Performance |
| -- | ---------------------- | ------ | - | - | - | - | - | - | - | - | - | -- | ----- | -------- | ---------------- | ---------------------- | ----------- |
| 1  | Lewon Aronyan          | 2765   | * | ½ | 1 | ½ | ½ | ½ | ½ | 1 | ½ | 1  | 6     | 3        | 25.25            | 13                     | 2923        |
| 2  | Magnus Carlsen         | 2853   | ½ | * | ½ | 1 | ½ | 0 | 0 | 1 | ½ | 1  | 5     | 3        | 21.25            | 10                     | 2831        |
| 3  | Hikaru Nakamura        | 2814   | 0 | ½ | * | ½ | ½ | 1 | 0 | ½ | 1 | 1  | 5     | 3        | 20.25            | 8                      | 2835        |
| 4  | Maxime Vachier-Lagrave | 2731   | ½ | 0 | ½ | * | ½ | ½ | 1 | ½ | ½ | 1  | 5     | 2        | 21.25            | 7                      | 2845        |
| 5  | Anish Giri             | 2793   | ½ | ½ | ½ | ½ | * | 1 | ½ | ½ | ½ | ½  | 5     | 1        | 22.25            | 6                      | 2838        |
| 6  | Aleksandr Griščuk      | 2771   | ½ | 1 | 0 | ½ | 0 | * | ½ | 1 | 1 | 0  | 4½    | 3        | 19.75            | 5                      | 2797        |
| 7  | Veselin Topalov        | 2816   | ½ | 1 | 1 | 0 | ½ | ½ | * | 0 | ½ | ½  | 4½    | 2        | 21               | 4                      | 2792        |
| 8  | Fabiano Caruana        | 2808   | 0 | 0 | ½ | ½ | ½ | 0 | 1 | * | ½ | ½  | 3½    | 1        | 15.25            | 3                      | 2713        |
| 9  | Viswanathan Anand      | 2816   | ½ | ½ | 0 | ½ | ½ | 0 | ½ | ½ | * | ½  | 3½    | 0        | 16               | 2                      | 2712        |
| 10 | Wesley So              | 2779   | 0 | 0 | 0 | 0 | ½ | 1 | ½ | ½ | ½ | *  | 3     | 1        | 12.75            | 1                      | 2671        |

### 2016
La quarta edizione si svolse tra il 4 e il 16 agosto: subì questo cambiamento poiché si sarebbe accavallata Con le Olimpiadi a Baku. Fu anch'essa una delle prove del Grand Chess Tour. Ding Liren fu il giocatore che ottenne la wild card dagli organizzatori.. Vladimir Kramnik declinò l'invito per ragioni di salute e fu sostituito dal compatriota Pëtr Svidler.
Il montepremi fu di 300.000$ di cui 75.000 al vincitore. La cadenza di gioco fu di 120 minuti per le prime 40 mosse poi 60 minuti per finire la partita più 30 secondi di incremento a partire dalla mossa 41. In caso di due primi posti a pari merito erano previsti spareggi a gioco rapido: due partite rapid seguite da due partite blitz in caso di ulteriore parità e infine una partita Armageddon.
|    | Giocatore              | Rating | 1 | 2 | 3 | 4 | 5 | 6 | 7 | 8 | 9 | 10 | Punti | Vittorie | Punteggio Sonneborn-Berger | Performance | Punti Grand Chess Tour |
| -- | ---------------------- | ------ | - | - | - | - | - | - | - | - | - | -- | ----- | -------- | -------------------------- | ----------- | ---------------------- |
| 1  | Wesley So              | 2771   | * | ½ | 1 | ½ | ½ | 1 | ½ | ½ | ½ | ½  | 5½    | 2        | 24.50                      | 2859        | 13                     |
| 2  | Lewon Aronyan          | 2792   | ½ | * | ½ | ½ | ½ | 1 | 0 | ½ | 1 | ½  | 5     | 2        | 21.75                      | 2820        | 7.75                   |
| 3  | Veselin Topalov        | 2761   | 0 | ½ | * | ½ | ½ | ½ | ½ | 1 | 1 | ½  | 5     | 2        | 21.00                      | 2823        | 7.75                   |
| 4  | Viswanathan Anand      | 2770   | ½ | ½ | ½ | * | ½ | ½ | 1 | ½ | ½ | ½  | 5     | 1        | 22.25                      | 2822        | 7.75                   |
| 5  | Fabiano Caruana        | 2807   | ½ | ½ | ½ | ½ | * | ½ | ½ | ½ | ½ | 1  | 5     | 1        | 21.50                      | 2818        | 7.75                   |
| 6  | Hikaru Nakamura        | 2791   | 0 | 0 | ½ | ½ | ½ | * | ½ | 1 | ½ | 1  | 4½    | 2        | 18.50                      | 2777        | 4.5                    |
| 7  | Maxime Vachier-Lagrave | 2819   | ½ | 1 | ½ | 0 | ½ | ½ | * | ½ | ½ | ½  | 4½    | 1        | 20.25                      | 2774        | 4.5                    |
| 8  | Ding Liren             | 2755   | ½ | ½ | 0 | ½ | ½ | 0 | ½ | * | 1 | ½  | 4     | 1        | 17.50                      | 2738        | 3                      |
| 9  | Pëtr Svidler           | 2751   | ½ | 0 | 0 | ½ | ½ | ½ | ½ | 0 | * | 1  | 3½    | 1        | 15.25                      | 2701        | 2                      |
| 10 | Anish Giri             | 2769   | ½ | ½ | ½ | ½ | 0 | 0 | ½ | ½ | 0 | *  | 3     | 0        | 14.50                      | 2654        | 1                      |
Wesley So vinse il torneo con 5.5 su 9 (+2-0=7) davanti ai già Campioni del Mondo Veselin Topalov e Viswanathan Anand.

### 2017
La quinta edizione si è giocata dal 2 all'undici agosto del 2017, con spareggi previsti il giorno 12. Il montepremi è stato di 300.000$, di cui 75.000 al vincitore. La cadenza di gioco è stata di 100 minuti per le prime 40 mosse, poi 60 minuti per il resto della partita, con 30 secondi di delay a partire dalla prima mossa.
Come le due edizioni precedenti, ha fatto parte del Grand Chess Tour 2017. Ai partecipanti si è aggiunta come wild card il russo Pëtr Svidler.
|    | Giocatore              | Rating | 1 | 2 | 3 | 4 | 5 | 6 | 7 | 8 | 9 | 10 | Punti | Vittorie | Sonneborn-Berger | Performance | Punti Grand Chess Tour[14] |
| -- | ---------------------- | ------ | - | - | - | - | - | - | - | - | - | -- | ----- | -------- | ---------------- | ----------- | -------------------------- |
| 1  | Maxime Vachier-Lagrave | 2789   | * | 1 | ½ | ½ | ½ | ½ | ½ | ½ | 1 | 1  | 6     | 3        |                  | 2907        | 13                         |
| 2  | Magnus Carlsen         | 2822   | 0 | * | ½ | 1 | 1 | ½ | ½ | ½ | 1 | ½  | 5½    | 3        | 23.25            | 2862        | 9                          |
| 3  | Viswanathan Anand      | 2783   | ½ | ½ | * | ½ | ½ | ½ | 1 | ½ | ½ | 1  | 5½    | 2        | 23.25            | 2866        | 9                          |
| 4  | Lewon Aronyan          | 2799   | ½ | 0 | ½ | * | ½ | ½ | 0 | 1 | 1 | 1  | 5     | 3        | 20.00            | 2825        | 6,5                        |
| 5  | Sergej Karjakin        | 2773   | ½ | 0 | ½ | ½ | * | 1 | ½ | ½ | 1 | ½  | 5     | 2        | 21.00            | 2828        | 6,5                        |
| 6  | Pëtr Svidler           | 2751   | ½ | ½ | ½ | ½ | 0 | * | 1 | ½ | ½ | ½  | 4½    | 1        |                  | 2792        | 5                          |
| 7  | Fabiano Caruana        | 2807   | ½ | ½ | 0 | 1 | ½ | 0 | * | ½ | ½ | ½  | 4     | 1        |                  | 2747        | 4                          |
| 8  | Hikaru Nakamura        | 2792   | ½ | ½ | ½ | 0 | ½ | ½ | ½ | * | ½ | 0  | 3½    | 0        |                  | 2709        | 3                          |
| 9  | Wesley So              | 2810   | 0 | 0 | ½ | 0 | 0 | ½ | ½ | ½ | * | 1  | 3     | 1        | 13.00            | 2672        | 1,5                        |
| 10 | Jan Nepomnjaščij       | 2751   | 0 | ½ | 0 | 0 | ½ | ½ | ½ | 1 | 0 | *  | 3     | 1        | 11.75            | 2665        | 1,5                        |

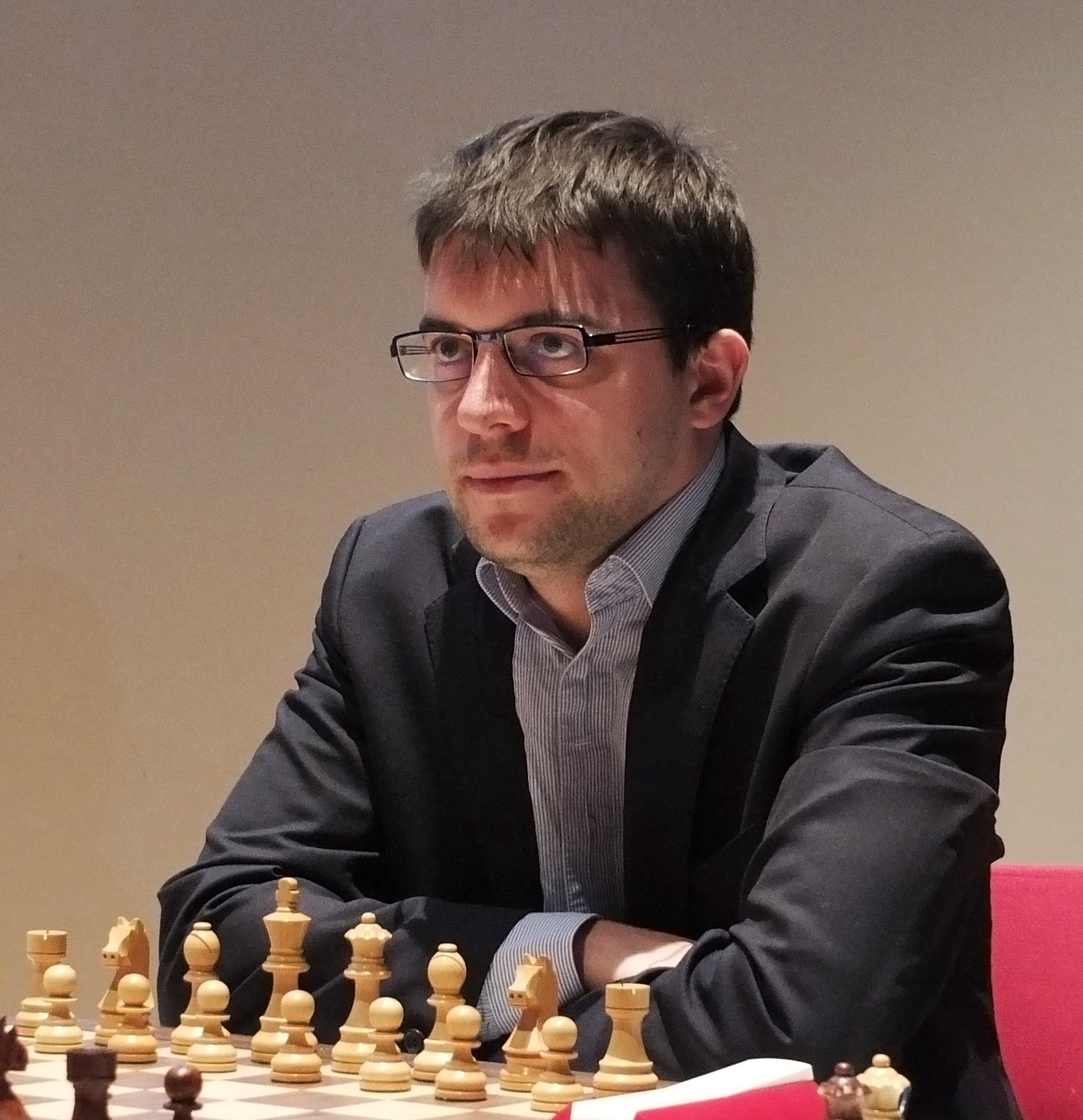
Il vincitore dell'edizione 2017, Maxime Vachier-Lagrave

Il vincitore è stato il francese Maxime Vachier-Lagrave, con 6 punti su 9 (+3-0=7).

### 2018

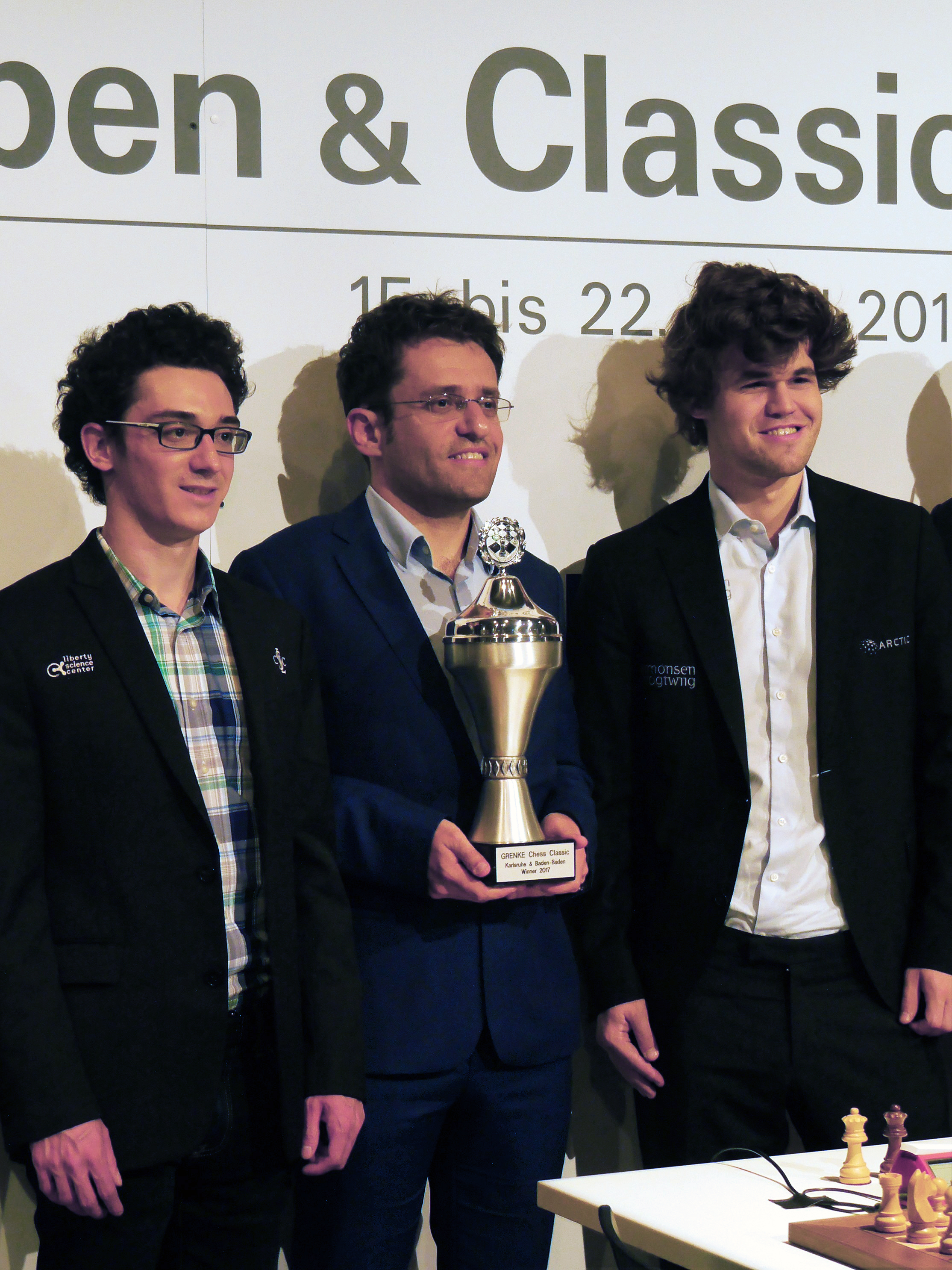
Caruana, Carlsen e Aronian qui durante la premiazione del Grenke Chess Classic 2017

La sesta edizione si è svolta dal 18 al 27 agosto 2018, con spareggi previsti il giorno 28. Montepremi e cadenza di gioco sono rimasti invariati rispetto a quella precedente. Similmente, ha fatto parte del Grand Chess Tour. Ad essere stato invitato come wild card è stato il norvegese Magnus Carlsen.
|      | Giocatore              | Rating | 1 | 2 | 3 | 4 | 5 | 6 | 7 | 8 | 9 | 10 | Punti | Vittorie | Performance | Punti Grand Chess Tour |
| ---- | ---------------------- | ------ | - | - | - | - | - | - | - | - | - | -- | ----- | -------- | ----------- | ---------------------- |
| 1-3  | Magnus Carlsen         | 2842   | * | ½ | ½ | ½ | ½ | ½ | ½ | ½ | 1 | 1  | 5½    | 2        | 2861        | 15                     |
| 1-3  | Fabiano Caruana        | 2822   | ½ | * | ½ | ½ | ½ | ½ | ½ | ½ | 1 | 1  | 5½    | 2        | 2864        | 15                     |
| 1-3  | Lewon Aronyan          | 2767   | ½ | ½ | * | ½ | 1 | ½ | ½ | ½ | ½ | 1  | 5½    | 2        | 2870        | 15                     |
| 4    | Şəhriyar Məmmədyarov   | 2801   | ½ | ½ | ½ | * | ½ | ½ | ½ | 1 | ½ | ½  | 5     | 1        | 2829        | 10                     |
| 5    | Aleksandr Griščuk      | 2766   | ½ | ½ | 0 | ½ | * | ½ | ½ | ½ | 1 | ½  | 4½    | 1        | 2790        | 6                      |
| 6-7  | Maxime Vachier-Lagrave | 2779   | ½ | ½ | ½ | ½ | ½ | * | ½ | ½ | ½ | ½  | 4½    | 0        | 2788        | 6                      |
| 6-7  | Viswanathan Anand      | 2768   | ½ | ½ | ½ | ½ | ½ | ½ | * | ½ | ½ | ½  | 4½    | 0        | 2790        | 6                      |
| 8    | Wesley So              | 2780   | ½ | ½ | ½ | 0 | ½ | ½ | ½ | * | ½ | ½  | 4     | 0        | 2745        | 3                      |
| 9-10 | Hikaru Nakamura        | 2777   | 0 | 0 | ½ | ½ | 0 | ½ | ½ | ½ | * | ½  | 3     | 0        | 2664        | 1,5                    |
| 9-10 | Sergej Karjakin        | 2773   | 0 | 0 | 0 | ½ | ½ | ½ | ½ | ½ | ½ | *  | 3     | 0        | 2664        | 1,5                    |
Da regolamento, in caso di arrivo a pari punti e criteri di spareggio (nell'ordine 1°: risultato negli scontri diretti, 2°: numero di vittorie e 3°: numero di vittorie con il Nero) tra 2 giocatori si sarebbero dovuti giocare incontri supplementari a gioco rapido. Essendo giunti a pari punti 3 giocatori, tutti e tre a pari merito anche per i successivi criteri di spareggio fu inizialmente proposto di effettuare un sorteggio che avrebbe escluso uno dei giocatori. Non trovando questi ultimi un accordo al riguardo (Carlsen e Aronyan avrebbero preferito uno spareggio a tre, Caruana uno a due), fu allora concordato di assegnare la Coppa a tutti i giocatori giunti primi a pari punti, Magnus Carlsen, Lewon Aronyan e Fabiano Caruana.

### 2019

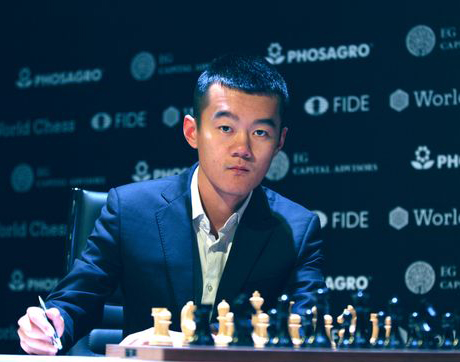
Ding Liren nel 2018

L'edizione 2019 si è svolta nella tradizionale sede di gioco dal 17 al 29 agosto 2019, come 5ª tappa del Grand Chess Tour 2019, con un montepremi di 325.000$, 82.500 dei quali al vincitore. La cadenza è stata di 130 minuti per l'intera partita con 30 secondi di delay a partire dalla prima mossa. Non è stata presente nessuna wild card.
|       | Giocatore                | Rating | 1 | 2 | 3 | 4 | 5 | 6 | 7 | 8 | 9 | 10 | 11 | 12 | Punti | Performance | Punti Grand Chess Tour |
| ----- | ------------------------ | ------ | - | - | - | - | - | - | - | - | - | -- | -- | -- | ----- | ----------- | ---------------------- |
| 1     | Ding Liren               | 2805   | * | ½ | ½ | ½ | 1 | 1 | ½ | ½ | ½ | ½  | ½  | ½  | 6½    | 2845        | 16½                    |
| 2     | Magnus Carlsen           | 2882   | ½ | * | ½ | ½ | ½ | ½ | ½ | ½ | 1 | ½  | 1  | ½  | 6½    | 2838        | 16½                    |
| 3-4   | Viswanathan Anand        | 2756   | ½ | ½ | * | ½ | ½ | ½ | 1 | ½ | ½ | ½  | ½  | ½  | 6     | 2820        | 11                     |
| 3-4   | Sergej Karjakin          | 2750   | ½ | ½ | ½ | * | ½ | ½ | ½ | ½ | 1 | ½  | ½  | ½  | 6     | 2821        | 11                     |
| 5-8   | Fabiano Caruana          | 2818   | 0 | ½ | ½ | ½ | * | ½ | ½ | ½ | ½ | ½  | ½  | 1  | 5½    | 2779        | 6½                     |
| 5-8   | Anish Giri               | 2779   | 0 | ½ | ½ | ½ | ½ | * | 1 | ½ | ½ | ½  | ½  | ½  | 5½    | 2782        | 6½                     |
| 5-8   | Jan Nepomnjaščij         | 2774   | ½ | ½ | 0 | ½ | ½ | 0 | * | ½ | 0 | 1  | 1  | 1  | 5½    | 2783        | 6½                     |
| 5-8   | Şəhriyar Məmmədyarov     | 2764   | ½ | ½ | ½ | ½ | ½ | ½ | ½ | * | ½ | ½  | ½  | ½  | 5½    | 2784        | 6½                     |
| 9-10  | Maxime Vachier-Lagrave\| | 2778   | ½ | 0 | ½ | 0 | ½ | ½ | 1 | ½ | * | ½  | ½  | ½  | 5     | 2746        | 3½                     |
| 9-10  | Hikaru Nakamura          | 2743   | ½ | ½ | ½ | ½ | ½ | ½ | 0 | ½ | ½ | *  | ½  | ½  | 5     | 2750        | 3½                     |
| 11-12 | Wesley So                | 2776   | ½ | 0 | ½ | ½ | ½ | ½ | 0 | ½ | ½ | ½  | *  | ½  | 4½    | 2718        | 1½                     |
| 11-12 | Lewon Aronyan            | 2765   | ½ | ½ | ½ | ½ | 0 | ½ | 0 | ½ | ½ | ½  | ½  | *  | 4½    | 2719        | 1½                     |
Ding Liren e Magnus Carlsen hanno chiuso entrambi a 6½ su 11. Si sono così disputati spareggi a cadenza veloci. Dopo 2 patte nella specialità rapid (25 + 10 delay), il giocatore cinese ha poi vinto la coppia di partire blitz (5 + 3 delay), divenendo così il vincitore dell'evento.

### 2021

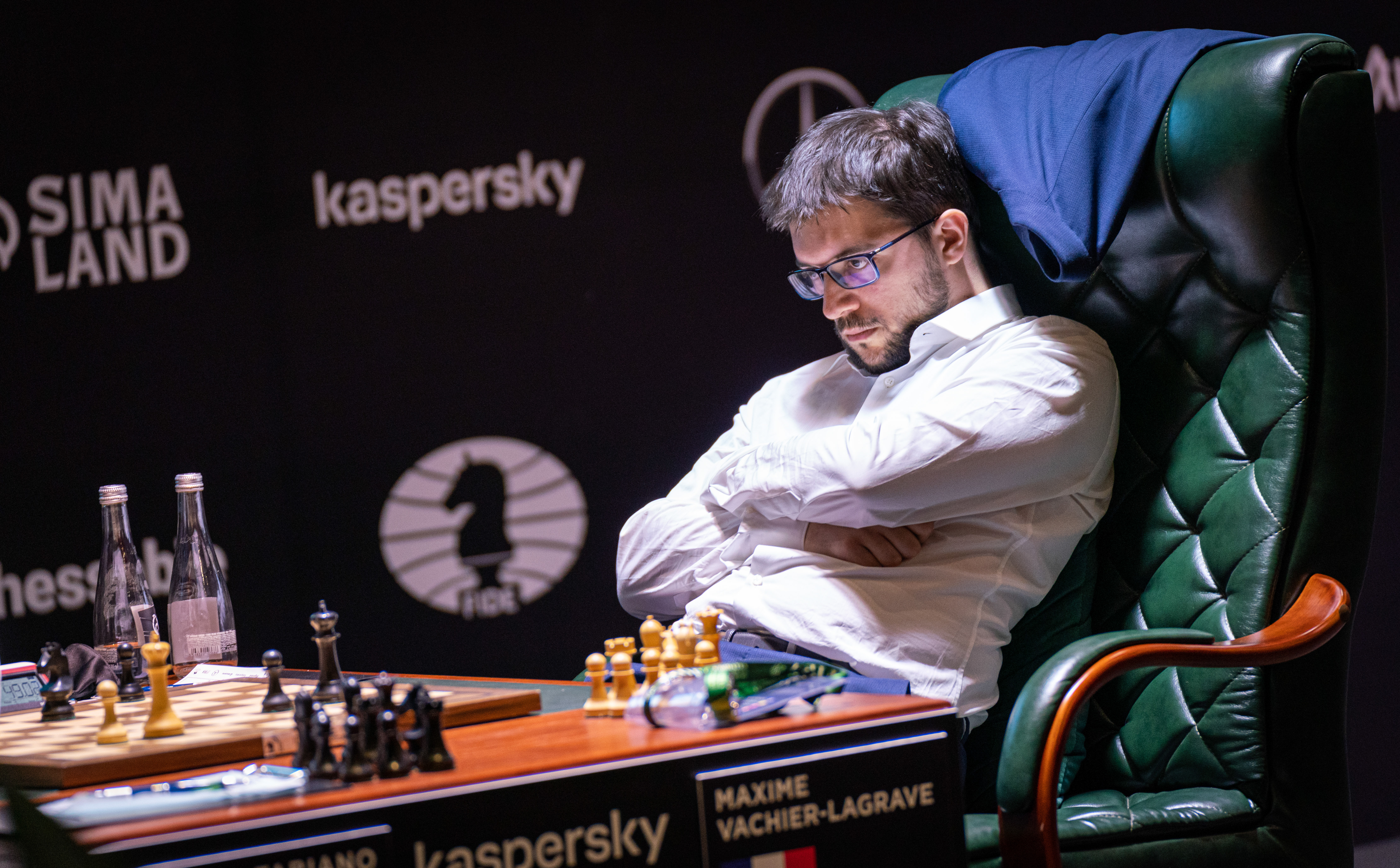
Maxime Vachier-Lagrave nel 2021 durante il Torneo dei candidati di quell'anno.

L'ottava edizione si è svolta tra il 16 e il 20 agosto 2021. Si è trattato di un evento di Categoria XX con la media partecipanti di 2742, vinto dal francese Maxime Vachier-Lagrave.
|    | Giocatore              | Elo  | 1 | 2 | 3 | 4 | 5 | 6 | 7 | 8 | 9 | 10 | Punti | Performance | Punti GCT |
| -- | ---------------------- | ---- | - | - | - | - | - | - | - | - | - | -- | ----- | ----------- | --------- |
| 1  | Maxime Vachier-Lagrave | 2751 | * | ½ | 0 | ½ | ½ | 1 | 1 | ½ | 1 | 1  | 6     | 2919        | 13        |
| 2  | Fabiano Caruana        | 2806 | ½ | * | ½ | ½ | ½ | 1 | 0 | 1 | ½ | 1  | 5½    | 2824        | 8.3       |
| 3  | Leinier Domínguez      | 2758 | 1 | ½ | * | ½ | ½ | ½ | ½ | ½ | ½ | 1  | 5½    | 2829        | 8.3       |
| 4  | Wesley So              | 2772 | ½ | ½ | ½ | * | ½ | ½ | ½ | ½ | 1 | 1  | 5½    | 2828        | 8.3       |
| 5  | Richard Rapport        | 2763 | ½ | ½ | ½ | ½ | * | ½ | ½ | 0 | 1 | ½  | 4½    | 2740        | 6         |
| 6  | Sam Shankland          | 2709 | 0 | 0 | ½ | ½ | ½ | * | ½ | 1 | ½ | ½  | 4     | 2701        | 4         |
| 7  | Jeffery Xiong          | 2710 | 0 | 1 | ½ | ½ | ½ | ½ | * | ½ | ½ | 0  | 4     | 2701        | 4         |
| 8  | Shakhriyar Mamedyarov  | 2782 | ½ | 0 | ½ | ½ | 1 | 0 | ½ | * | ½ | ½  | 4     | 2693        | 4         |
| 9  | Peter Svidler          | 2714 | 0 | ½ | ½ | 0 | 0 | ½ | ½ | ½ | * | 1  | 3½    | 2656        | 2         |
| 10 | Dariusz Świercz        | 2655 | 0 | 0 | 0 | 0 | ½ | ½ | 1 | ½ | 0 | *  | 2½    | 2574        | 1         |

### 2022
Il torneo si è svolto dal 2 al 12 settembre 2022. Era iscritto anche il campione del mondo Magnus Carlsen, che però ha giocato solo le prime tre partite e poi si è ritirato. Nella prima partita ha vinto contro Nepomnjaščij, nella seconda ha pattato contro Aronyan, nella terza ha perso (con il bianco) contro  Hans Niemann.
Carlsen non ha specificato le ragioni del ritiro, ma nel suo tweet ha inserito una frase di José Mourinho che dice: "Se parlo sono in grossi guai, ma non voglio avere grossi guai, quindi non parlo". È chiara l'allusione ad un ipotetico cheating da parte di Niemann (controversia Carlsen-Niemann).
I risultati di Carlsen sono stati annullati e il torneo è proseguito con nove giocatori.
Negli spareggi rapid (15'+10") Alireza Firouzja ha prevalso su Jan Nepomnjaščij, pattando la prima partita e vincendo la seconda. Il montepremi era di 350 000 USD, dei quali 100 000 al vincitore e 65 000 al secondo classificato.
| # | Giocatore              | 1 | 2 | 3 | 4 | 5 | 6 | 7 | 8 | 9 | Punti |
| - | ---------------------- | - | - | - | - | - | - | - | - | - | ----- |
| 2 | Alireza Firouzja       | 0 | * | 1 | ½ | ½ | 1 | ½ | 1 | ½ | 5     |
| 1 | Jan Nepomnjaščij       | * | 1 | ½ | ½ | ½ | 1 | ½ | ½ | ½ | 5     |
| 3 | Wesley So              | ½ | 0 | * | 1 | ½ | ½ | 1 | ½ | ½ | 4,5   |
| 4 | Fabiano Caruana        | ½ | ½ | 0 | * | ½ | ½ | 1 | ½ | 1 | 4,5   |
| 5 | Leinier Domínguez      | ½ | ½ | ½ | ½ | * | ½ | ½ | ½ | ½ | 4     |
| 6 | Lewon Aronyan          | 0 | 0 | ½ | ½ | ½ | * | ½ | ½ | 1 | 3,5   |
| 7 | Hans Niemann           | ½ | ½ | 0 | 0 | ½ | ½ | * | 1 | ½ | 3,5   |
| 8 | Şəhriyar Məmmədyarov   | ½ | 0 | ½ | ½ | ½ | ½ | 0 | * | ½ | 3     |
| 9 | Maxime Vachier-Lagrave | ½ | ½ | ½ | 0 | ½ | 0 | ½ | ½ | * | 3     |
Dal 13 al 16 settembre si è disputato il "2022 Champions Showdown", un torneo di Scacchi960 tra dieci giocatori: Firouzja, Caruana, Nepomnjaščij, Mamedyarov, So, Nakamura, Aronian, Dominguez, Svidler e Kasparov. Firouzja e Caruana hanno terminato primi alla pari con 6,5 /9. Lo spareggio, dopo una vittoria per parte, è stato vinto da Caruana nella partita Armageddon. Il montepremi era di 150 000 dollari, dei quali 37 500 al vincitore.